# Cormocephalus pygmaeus
Cormocephalus pygmaeus är en mångfotingart som beskrevs av Pocock 1892. Cormocephalus pygmaeus ingår i släktet Cormocephalus och familjen Scolopendridae.
Artens utbredningsområde är Myanmar. Inga underarter finns listade i Catalogue of Life.